# Дібрівка (Ємільчинська селищна громада)
Ді́брівка (до 1959 року — х. Глумчанський, у 1959—65 роках — Дубрівка) — село в Україні, у Ємільчинській селищній територіальній громаді Звягельського району Житомирської області. Чисельність населення становить 39 осіб (2001).

## Історія
У 1906 році — хутір Емільчинської волості Новоград-Волинського повіту Волинської губернії. Відстань від повітового міста 59 верст, від волості 21. Дворів 47, мешканців 293.
До 29 березня 2017 року село входило до складу Кочичинської сільської ради Ємільчинського району Житомирської області.